# Беседка на лугу
«Беседка на лугу» — картина английского художника-прерафаэлита Данте Габриэля Россетти, создававшаяся в период с 1866 по 1872 год; на данный момент работа находится в собрании Манчестерской художественной галереи.
Художник начал писать фон картины ещё в 1850 году в Кенте компании Уильяма Холмана Ханта. Изначально планировалось, что центральными фигурами станут Данте и Беатриче на небесах, но около 20 лет художник не возвращался к картине, и она оставалась без главных персонажей. Он вернулся к работе в 1871 году. 
На переднем плане картины представлены две женщины, играющие на музыкальных инструментах, написанные спустя 20 лет после начала работы над картиной. За это время изначальная идея поменялась, и вдохновлённый своим романом с Джейн Моррис Россетти захотел изобразить более лёгкие и меланхоличные образы. Натурщицами стали Мария Спартали Стиллман (слева) и Алекса Уайлдинг (справа). Женщины одеты в длинные платья и представляют собой тип красоты, часто изображающийся прерафаэлитами. На заднем плане изображены танцующие фигуры, чьи платья симметрично отражают цвета одежд и волос фигур на переднем плане, а также женщина, несущая корзину с фруктами вдали. Критики отмечают присутствие черт сюрреализма, в частности, в изображении странного высокого здания в правом верхнем углу картины. 
Россетти часто изображал женщин, играющих на музыкальных инструментах. Этот тип портрета был весьма популярен и привлекал интерес покупателей. В 1872 году автор повторил этот сюжет на пастельном рисунке, но между женщинами был помещен ангел со стрелой. На другом рисунке ангел держит в своих руках птицу, которая может символизировать музыку земную и небесную, а также слияние человеческого и божественного.